# 흰 토끼

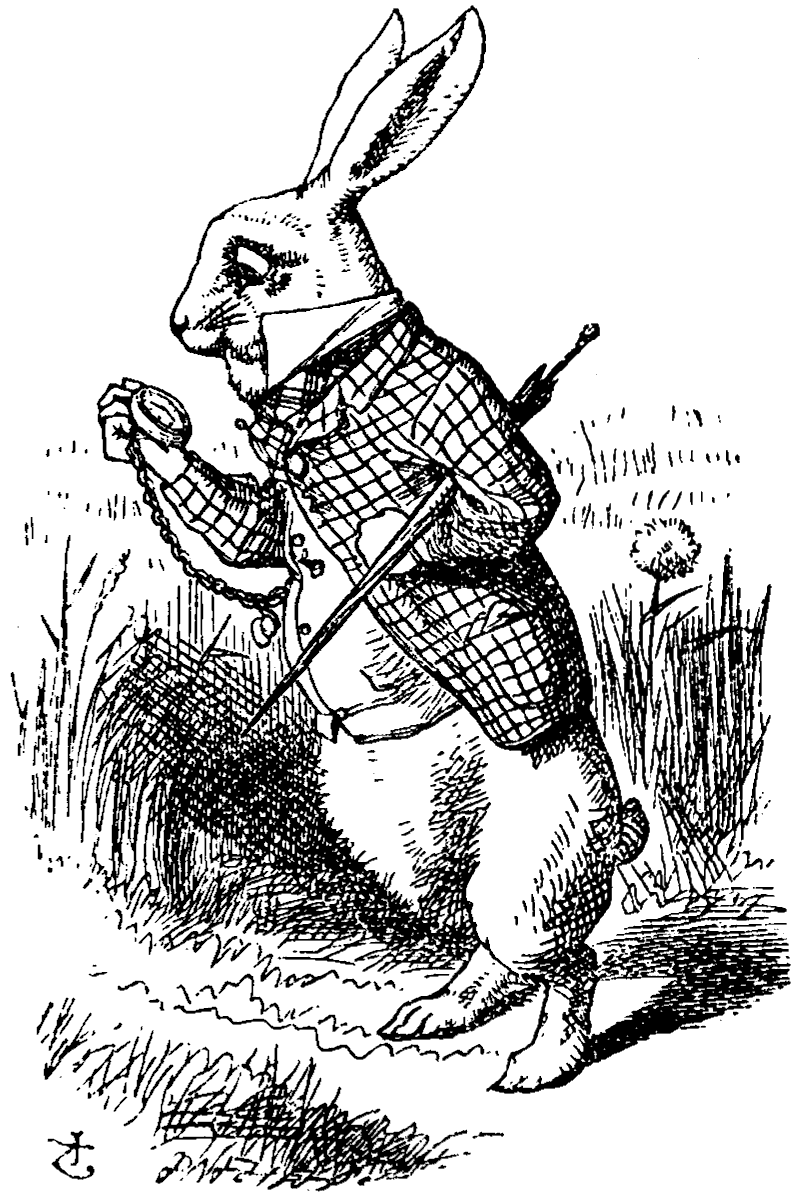

흰 토끼는 루이스 캐럴의 1865년 저서 이상한 나라의 앨리스에 등장하는 가상의 의인화 캐릭터이다. 이 동물은 책의 첫 번째 장에 등장하며 양복 조끼를 입고 "아 이런! 아 이런! 너무 늦을 것 같아!"라고 중얼거린다. 앨리스는 그를 따라 이상한 나라의 토끼굴로 내려간다. 앨리스는 그녀를 가정부 메리 앤으로 착각하고 다시 그를 만나고 그녀는 너무 커져서 그의 집에 갇히게 된다. 토끼는 마지막 몇 장에서 하트 왕과 여왕의 전령과 같은 하인으로 다시 등장한다.